# Juho Hänninen
Juho Hänninen (* 25. Juli 1981 in Punkaharju) ist ein finnischer Rallyefahrer.

## Karriere

### Anfänge in der finnischen Meisterschaft
Juho Hänninen begann seine Karriere als Rallyefahrer 1999 im Alter von 18 Jahren mit einem VW Golf. Er fuhr zunächst in der finnischen Junioren-Rallye-Meisterschaft und erzielte darin 2002 im Seat Ibiza GTi 16V den fünften Meisterschaftsplatz. Ende des Jahres stieg er auf einen Honda Civic Type R um. Mit diesem Fahrzeug wurde er 2003 Achter in der finnischen Rallye-Meisterschaft der Gruppe N unter 2 Liter. 2004 gelang ihm der Meisterschaftssieg in dieser Klasse. Ab 2005 ging er mit einem Mitsubishi Lancer Evo VI von Rally Rent Europe in der finnischen Meisterschaft an den Start. Mit dem stärkeren Fahrzeug erreichte er zunehmend vordere Platzierung. Er wurde Vizemeister in der Gruppe N über 2 Liter und gewann eine Rallye der estnischen Meisterschaft.

### Einstieg in die Rallye-Weltmeisterschaft
Hänninen ging 2006 weiterhin für Rally Rent Europe, nun jedoch in einem neueren Mitsubishi Lancer Evo IX, in der finnischen Rallye-Meisterschaft an den Start. Bei zwei Meisterschaftsläufen fuhr er auf das Podium und er belegte am Saisonende erneut knapp geschlagen den zweiten Platz in der Gruppe-N-Wertung. Nebenbei absolvierte er seine ersten Einsätze in der Rallye-Weltmeisterschaft. Bei seinem Debüt, der Rallye Schweden zu Saisonbeginn, war er bestplatzierter Fahrer mit einem Gruppe-N-Fahrzeug. Auch die Rallye Sardinien, seine zweite WRC-Rallye, beendete er als schnellster Gruppe-N-Pilot. Anschließend ging er bei der Rallye Finnland erstmals mit einem World Rally Car, dem Mitsubishi Lancer WRC 05, in der WRC an den Start. Zur Rallye Neuseeland trat er wieder mit dem Gruppe-N-Lancer an und erreichte mit dem neunten Gesamtrang sein bisher bestes Ergebnis in der WRC. Die Rallye Wales am Saisonende fuhr er mit einem Citroën C2 S1600 und er setzte sich dabei gegen alle anderen Fahrer mit Super-1600-Autos durch.

### PWRC im Mitsubishi Lancer Evo IX
In der Saison 2007 nahm Hänninen mit dem Mitsubishi Lancer Evo IX von Rally Rent Europe erstmals an der Production World Rally Championship im Rahmen der WRC teil. Dort ging er bei sechs von acht Läufen an den Start. Bei der Rallye Schweden war er schnellster PWRC-Pilot, jedoch wurde er wegen einer irregulären Benzinpumpe nachträglich disqualifiziert. Seine besten Resultate in der PWRC waren Platz drei bei der Rallye Argentinien und Platz zwei bei der Rallye Wales. Am Saisonende belegte er in der PWRC den fünften Meisterschaftsplatz. Zwischendurch absolvierte er in der WRC auch drei Rallyes mit dem Mitsubishi Lancer WRC 05. Mit diesem Fahrzeug gelang ihm der achte Gesamtrang bei der Rallye Sardinien, womit er seinen ersten WRC-Punkt erzielte.
2008 nahm Hänninen mit dem Gruppe-N-Lancer weiterhin regelmäßig an der PWRC teil. Bei der Rallye Schweden konnte er seinen ersten PWRC-Sieg feiern. Mit dem achten Gesamtrang holte er zudem seinen zweiten WRC-Punkt. Später gelangen ihm noch zwei weitere PWRC-Siege bei der Rallye Finnland und der Rallye Japan, womit er die Führung in der Meisterschaft übernahm. Da er bei der abschließenden Rallye Wales jedoch einen Ausfall zu verbuchen hatte, beendete er die PWRC mit nur zwei Punkten Rückstand auf dem zweiten Platz in der Gesamtwertung. Nebenbei hatte Hänninen in der Saison 2008 auch seine ersten zwei Auftritte in der Intercontinental Rally Challenge. Nachdem er in einem Lancer Evo IX Fünfter bei der Rallye Portugal geworden war, gewann er in einem Peugeot 207 S2000 von Kronos Racing die Rallye Russland. Die Punkte aus beiden Rallyes reichten für den achten Platz im Endstand der IRC.

### IRC und SWRC im Škoda Fabia S2000

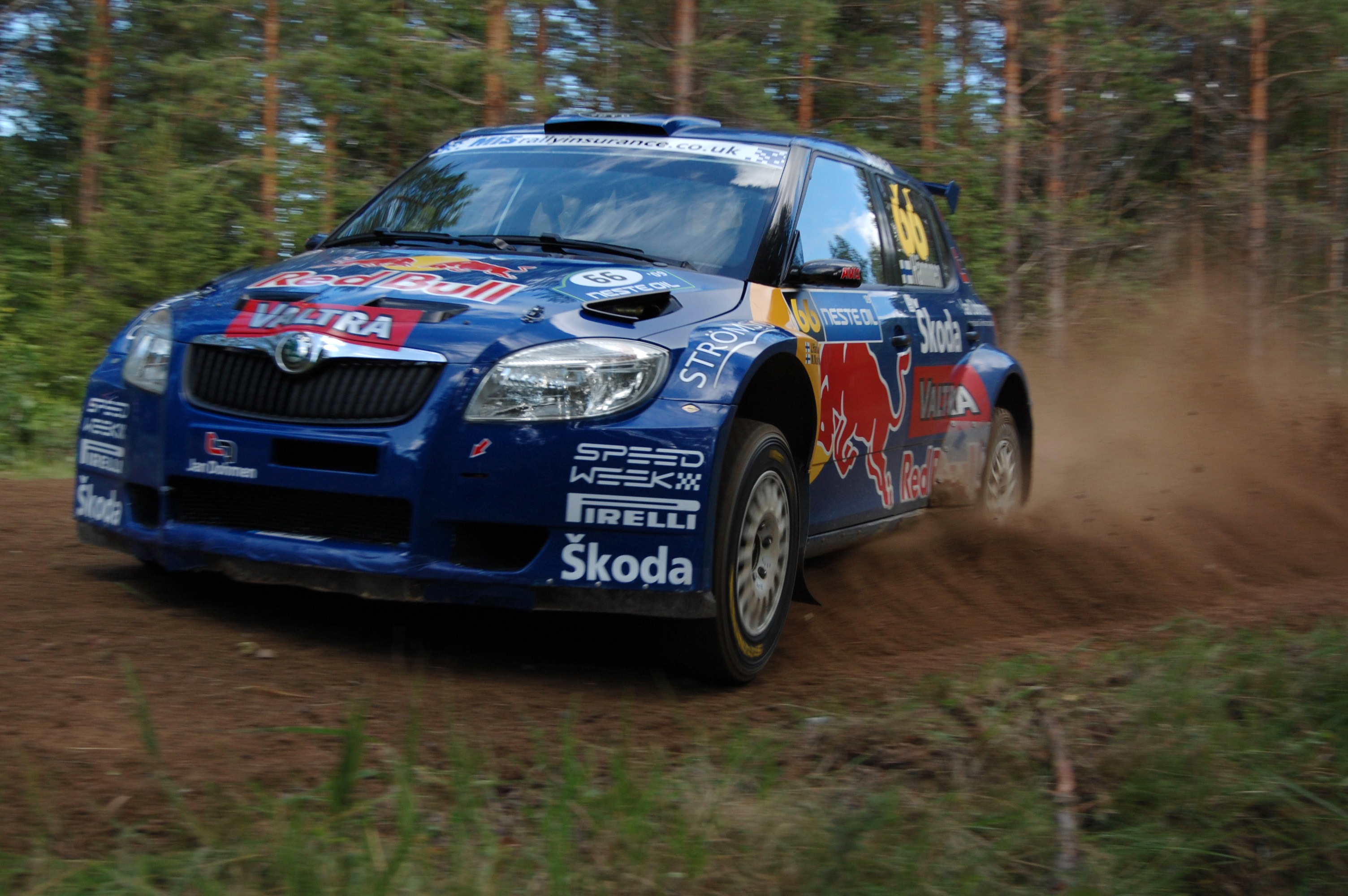
Juho Hänninen im Škoda Fabia S2000 bei der Rallye Finnland 2009

2009 wurde Hänninen vom Werksteam Škoda Motorsport für die IRC verpflichtet und er erhielt als neues Arbeitsgerät einen Škoda Fabia S2000. Mit Unfällen bei den ersten zwei IRC-Einsätzen verlief der Saisonbeginn für ihn jedoch erfolglos. Zur Saisonhalbzeit errang zum zweiten Mal in Folge den Sieg bei der Rallye Russland. Darauf folgte ein dritter Platz bei der Barum Czech Rally Zlín. Am Saisonende belegte er nach insgesamt sechs absolvierten Rallyes den sechsten Platz in der Gesamtwertung der IRC. In der WRC startete er lediglich zur Rallye Finnland und pilotierte dort einen Škoda Fabia S2000, dessen Einsatz von Raimund Baumschlagers Team Red Bull Škoda vorgenommen wurde. Die Rallye Finnland beendete er auf dem zehnten Rang und als bestplatzierter Fahrer mit einem Super-2000-Auto.

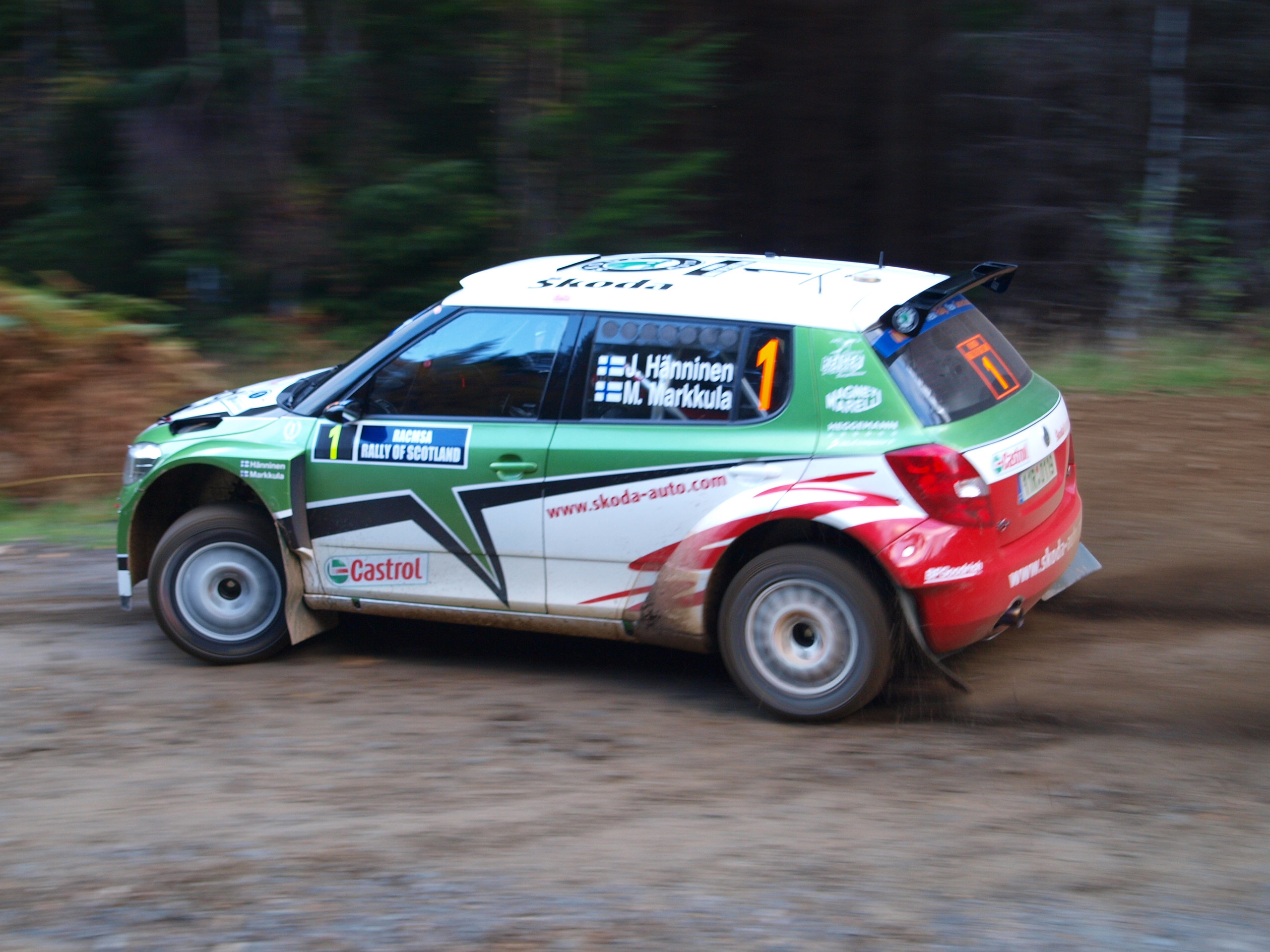
Juho Hänninen im Škoda Fabia S2000 bei der Rallye Schottland 2010

In der Saison 2010 führte Hänninen seine Zusammenarbeit mit dem Škoda-Werksteam fort. Erstmals bestritt er in der IRC eine komplette Saison. Dort zeigte er von Anfang an eine starke Form und platzierte sich regelmäßig auf den vorderen Rängen. Er gewann die Rallye Argentinien, die Rallye Sardinien und die Rallye Schottland. Zudem fuhr er bei sieben weiteren Rallyes auf das Podium. Somit gewann er vorzeitig die Meisterschaft und erzielte den bisher größten Erfolg seiner Karriere. Nebenbei war er auch wieder im Red-Bull-Škoda bei der Rallye Finnland am Start, wo er den Klassensieg in der SWRC errang und mit dem neunten Gesamtrang zwei WRC-Punkte holte.
2011 ging Hänninen für das Škoda-Werksteam nur noch bei ausgewählten IRC-Läufen an den Start und plante ursprünglich nicht die Titelverteidigung. Hauptsächlich startete er nun für das Team Red Bull Škoda in der SWRC-Klasse der Rallye-Weltmeisterschaft. Nach zweiten Klassenrängen bei den Rallyes in Mexiko und auf Sardinien entschied er drei Mal die SWRC-Wertung für sich: bei der Rallye Griechenland, der Rallye Finnland und der Rallye Katalonien. Damit sicherte er sich den SWRC-Titel. Bei sieben Starts in der WRC gelang es ihm zudem fünf Mal, sich mit dem unterlegenen Super-2000-Fahrzeug in den WRC-Punkterängen zu platzieren. In der IRC siegte er zunächst bei der Rally Islas Canarias und gewann damit erstmals eine Asphalt-Rallye. Anschließend folgten Siege bei der Prime Yalta Rally und der Sata Rallye Açores. Während der Saison holte Hänninen sich immer wieder die Führung in der Meisterschaft, musste sie aber ebenso häufig auch wieder kampflos abgeben, da Škoda ihn plangemäß nicht bei allen Rallyes einsetzte. So war er vor dem vorletzten Lauf der Saison trotz drei Siegen auf seinem Konto bis auf den vierten Platz in der Fahrerwertung abgerutscht. Mit Platz zwei bei der Rally of Scotland brachte er sich aber wieder ins Spiel um den IRC-Titel.

### Aufstieg in die WRC
Im Jahr 2013 fuhr Juho Hänninen drei Läufe für das M-Sport Team unter Malcolm Wilson, konnte sich jedoch gegen die starke Konkurrenz im eigenen Team, unter anderen Thierry Neuville, durchsetzen. Seine beste Platzierung in der Saison 2013 blieb ein 6. Platz bei der Rallye Schweden.

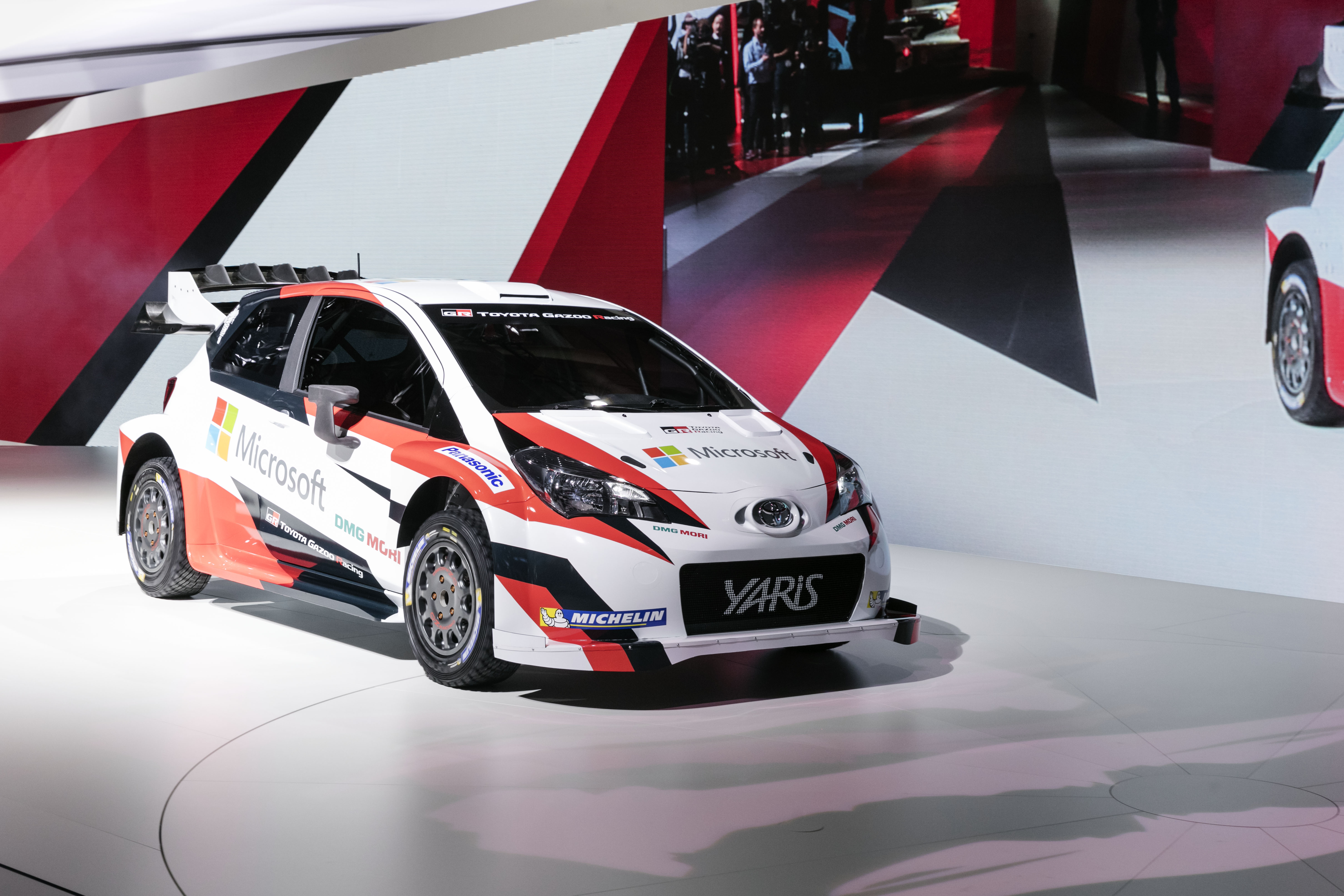
Der neue Yaris WRC 2017

Hänninen wechselte daraufhin zu dem neu gegründeten Team Hyundai und wurde als einer von drei Testfahrern maßgeblich an der Entwicklung des Hyundai i20 WRC beteiligt. Im Laufe der Saison 2014 bestritt er dann auch einige ausgewählte Läufe im Hyundai i20 WRC. Die besten Platzierungen waren auch hier zwei sechste Plätze in Polen und in Finnland. Am Ende der Saison stand Hänninen auf dem 13. Rang der Fahrerwertung mit insgesamt 20 Punkten. Am Ende der Saison 2014 Endete die Zusammenarbeit mit Hyundai Motorsport.
Im Jahr 2015 bestritt Juho Hänninen lediglich die Rallye Finnland auf einem gemieteten Ford Fiesta RS WRC und wurde auch hier sechster.
2016 wurde Juho Hänninen von Tommi Mäkinen als Testfahrer für das neue WRC Projekt von Toyota verpflichtet und war der Haupttestfahrer für den neuen Yaris WRC. Neben ihm wurden Ende 2016 noch Jari-Matti Latvala und Esapekki Lappi als weitere Fahrer für die Saison 2017 verpflichtet.

## Statistik

### Titel
- Finnische Rallye-Meisterschaft (Gruppe N2): 2004
- Intercontinental Rally Challenge: 2010
- Super 2000 World Rally Championship: 2011

### WRC-Einzelergebnisse
| Jahr | Team                                    | Fahrzeug                 | 1   | 2   | 3   | 4   | 5   | 6   | 7   | 8   | 9   | 10  | 11  | 12  | 13  | 14  | 15  | 16  | Punkte | Rang |
| ---- | --------------------------------------- | ------------------------ | --- | --- | --- | --- | --- | --- | --- | --- | --- | --- | --- | --- | --- | --- | --- | --- | ------ | ---- |
| 2006 | Rally Rent Europe                       | Mitsubishi Lancer Evo IX | MON | SWE | MEX | ESP | FRA | ARG | ITA | GRE | DEU | FIN | JPN | CYP | TUR | AUS | NZL | GBR | -      | -    |
| 2006 | Rally Rent Europe                       | Mitsubishi Lancer Evo IX |     | 15  |     |     |     |     | 14  |     |     |     |     |     |     |     | 9   |     | -      | -    |
| 2006 | Rally Rent Europe                       | Mitsubishi Lancer WRC 05 |     |     |     |     |     |     |     |     |     |     |     |     |     |     |     |     | -      | -    |
| 2006 | Rally Rent Europe                       |                          |     |     |     |     |     |     | DSQ |     |     |     |     |     |     |     |     |     | -      | -    |
| 2006 | Juho Hänninen                           | Citroën C2 S1600         |     |     |     |     |     |     |     |     |     |     |     |     |     |     |     |     | -      | -    |
| 2006 | Juho Hänninen                           | Citroën C2 S1600         |     |     |     |     |     |     |     |     |     |     |     |     | 19  |     |     |     | -      | -    |
| 2007 | Rally Rent Europe                       | Mitsubishi Lancer Evo IX | MON | SWE | NOR | MEX | POR | ARG | ITA | GRE | FIN | DEU | NZL | ESP | FRA | JPN | IRL | GBR | 1      | 24   |
| 2007 | Rally Rent Europe                       | Mitsubishi Lancer Evo IX |     | DSQ |     |     |     | 11  |     | DNF |     |     | 19  | DSQ |     | 23  |     | 14  | 1      | 24   |
| 2007 | Rally Rent Europe                       | Mitsubishi Lancer WRC 05 |     |     |     |     |     |     |     |     |     |     |     |     |     |     |     |     | 1      | 24   |
| 2007 | Rally Rent Europe                       |                          |     | 17  |     |     |     | 8   |     | DNF |     |     |     |     |     |     |     |     | 1      | 24   |
| 2008 | Rally Rent Europe/ Ralliart New Zealand | Mitsubishi Lancer Evo IX | MON | SWE | MEX | ARG | JOR | ITA | GRE | TUR | FIN | DEU | NZL | ESP | FRA | JPN | GBR |     | -      | -    |
| 2008 | Rally Rent Europe/ Ralliart New Zealand | Mitsubishi Lancer Evo IX |     | 8   |     |     |     |     | 20  |     | 13  |     | 14  | 29  | 24  | 10  | DNF |     | -      | -    |
| 2009 | Red Bull Škoda                          | Škoda Fabia S2000        | IRL | NOR | CYP | POR | ARG | ITA | GRE | POL | FIN | AUS | ESP | GBR |     |     |     |     | -      | -    |
| 2009 | Red Bull Škoda                          | Škoda Fabia S2000        |     |     |     |     |     | 10  |     |     |     |     |     |     |     |     |     |     | -      | -    |
| 2010 | Red Bull Škoda                          | Škoda Fabia S2000        | SWE | MEX | JOR | TUR | NZL | POR | BUL | FIN | DEU | JPN | FRA | ESP | GBR |     |     |     | 2      | 20   |
| 2010 | Red Bull Škoda                          | Škoda Fabia S2000        |     |     |     |     |     | DNF |     | 9   |     |     |     |     |     |     |     |     | 2      | 20   |
| 2011 | Red Bull Škoda                          | Škoda Fabia S2000        | SWE | MEX | POR | JOR | ITA | ARG | GRE | FIN | DEU | AUS | FRA | ESP | GBR |     |     |     | 14     | 16   |
| 2011 | Red Bull Škoda                          | Škoda Fabia S2000        |     | 8   |     |     | 8   |     | 8   | 10  | 20  |     | DNF | 10  |     |     |     |     | 14     | 16   |
| 2013 | Qatar World Rally Team                  | Ford Fiesta RS WRC       | MON | SWE | MEX | POR | ARG | GRE | ITA | FIN | DEU | AUS | FRA | ESP | GBR |     |     |     | 8      | 15   |
| 2013 | Qatar World Rally Team                  | Ford Fiesta RS WRC       | DNF | 6   |     |     |     |     |     |     |     |     |     |     |     |     |     |     | 8      | 15   |
| 2013 | Juho Hänninen                           | Ford Fiesta RS WRC       |     |     |     |     |     |     |     |     |     |     |     |     |     |     |     |     | 8      | 15   |
| 2013 |                                         | Ford Fiesta RS WRC       |     |     |     |     | 32  |     |     |     |     |     |     |     |     |     |     |     | 8      | 15   |
| 2014 | Hyundai World Rally Team                | Hyundai i20 WRC          | MON | SWE | MEX | POR | ARG | ITA | POL | FIN | DEU | AUS | FRA | ESP | GBR |     |     |     | 20     | 13   |
| 2014 | Hyundai World Rally Team                | Hyundai i20 WRC          |     | 19  |     | 8   |     | DNF | 6   | 6   |     |     |     |     |     |     |     |     | 20     | 13   |
| 2015 | Juho Hänninen                           | Ford Fiesta RS WRC       | MON | SWE | MEX | ARG | POR | ITA | POL | FIN | DEU | AUS | FRA | ESP | GBR |     |     |     | 8      | 14   |
| 2015 | Juho Hänninen                           | Ford Fiesta RS WRC       |     |     |     |     | 6   |     |     |     |     |     |     |     |     |     |     |     | 8      | 14   |

| Legende  | Legende            | Legende                                                          |
| Farbe    | Abkürzung          | Bedeutung                                                        |
| -------- | ------------------ | ---------------------------------------------------------------- |
| Gold     | –                  | Sieg                                                             |
| Silber   | –                  | 2. Platz                                                         |
| Bronze   | –                  | 3. Platz                                                         |
| Grün     | –                  | Platzierung in den Punkten                                       |
| Blau     | –                  | Klassifiziert außerhalb der Punkteränge                          |
| Violett  | DNF                | Rennen nicht beendet (did not finish)                            |
| Violett  | NC                 | nicht klassifiziert (not classified)                             |
| Rot      | DNQ                | nicht qualifiziert (did not qualify)                             |
| Rot      | DNPQ               | in Vorqualifikation gescheitert (did not pre-qualify)            |
| Schwarz  | DSQ                | disqualifiziert (disqualified)                                   |
| Weiß     | DNS                | nicht am Start (did not start)                                   |
| Weiß     | WD                 | zurückgezogen (withdrawn)                                        |
| Hellblau | PO                 | nur am Training teilgenommen (practiced only)                    |
| Hellblau | TD                 | Freitags-Testfahrer (test driver)                                |
| ohne     | DNP                | nicht am Training teilgenommen (did not practice)                |
| ohne     | INJ                | verletzt oder krank (injured)                                    |
| ohne     | EX                 | ausgeschlossen (excluded)                                        |
| ohne     | DNA                | nicht erschienen (did not arrive)                                |
| ohne     | C                  | Rennen abgesagt (cancelled)                                      |
| ohne     | keine WM-Teilnahme |                                                                  |
| sonstige | P/fett             | Pole-Position                                                    |
| sonstige | 1/2/3/4/5/6/7/8    | Punktplatzierung im Sprint-/Qualifikationsrennen                 |
| sonstige | SR/kursiv          | Schnellste Rennrunde                                             |
| sonstige | *                  | nicht im Ziel, aufgrund der zurückgelegten Distanz aber gewertet |
| sonstige | ()                 | Streichresultate                                                 |
| sonstige | unterstrichen      | Führender in der Gesamtwertung                                   |